# بين رودس (متسابق يخت)
بين رودس (بالإنجليزية: Ben Rhodes)‏ هو متسابق يخت بريطاني، ولد في 10 مايو 1981.

## وصلات خارجية
- بين رودس على موقع الاتحاد الدولي للملاحة الشراعية (موقع جديد) (الإنجليزية)
- بين رودس على موقع الاتحاد الدولي للملاحة الشراعية (موقع قديم) (الإنجليزية)
- بين رودس على موقع اللجنة الأولمبية الدولية (الإنجليزية)
- بين رودس على موقع أوليمبيديا (الإنجليزية)
- بين رودس على موقع اللجنة الأولمبية البريطانية (الإنجليزية)